# Cuello isabelino

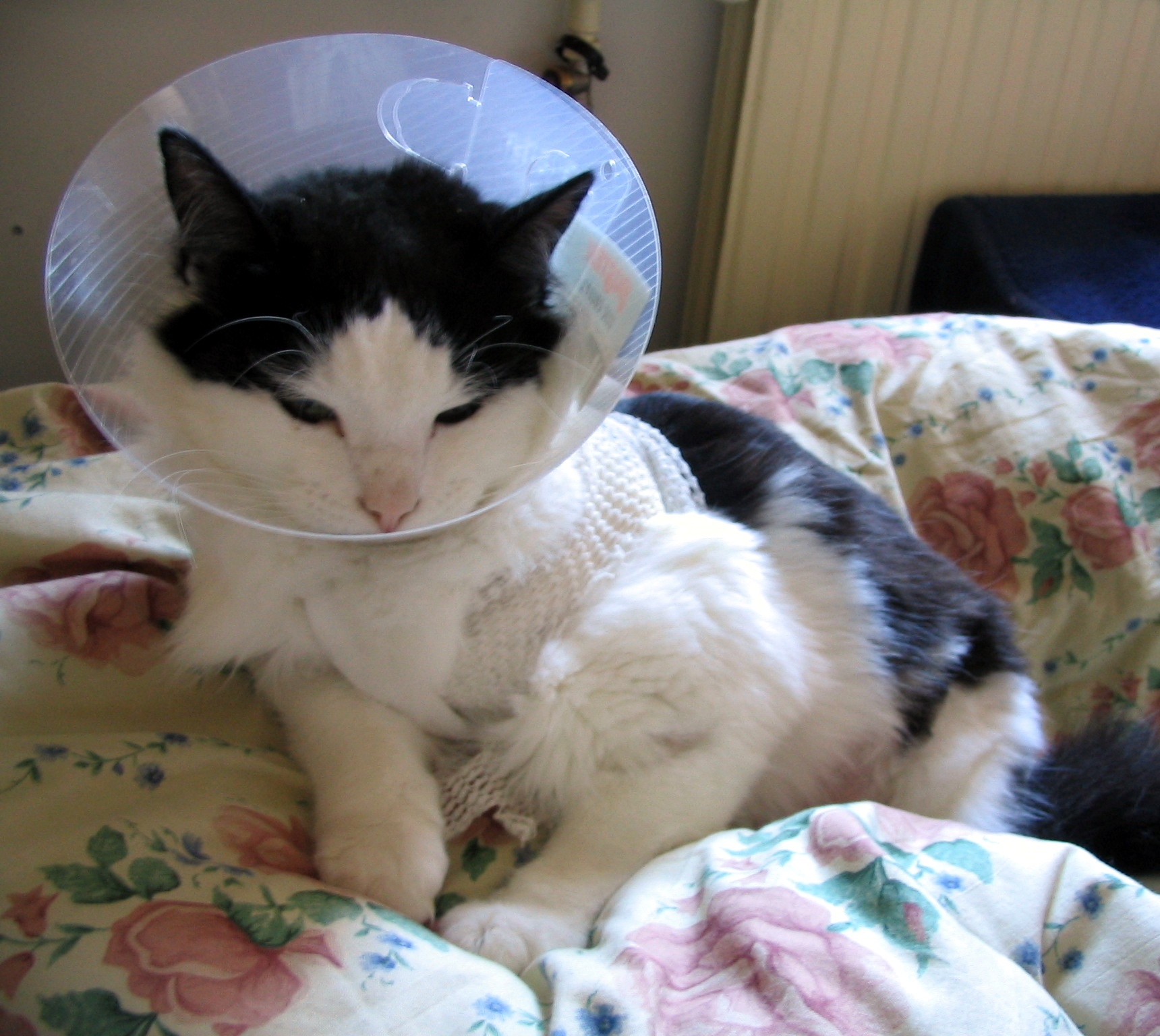
Un gato con un cuello isabelino

En veterinaria, un cuello isabelino o collar isabelino es una protección de forma troncocónica, generalmente de plástico, que se ajusta en el cuello de un animal para impedir que el animal pueda retirarse los vendajes o lamerse el cuerpo e infectarse así zonas heridas o sensibles. Su nombre procede de las grandes gorgueras típicas de la época de Isabel I de Inglaterra, popularizadas por los cuadros de la época.
En español, esta acepción de cuello no está recogida en la actualización 2018 de la edición digital del Diccionario de la lengua española, pero su uso es frecuente en obras veterinarias.